# Oneida Alvarenga
Oneyda Paoliello de Alvarenga (ou Oneida), née le 6 décembre 1911 à Varginha et morte en février 1984 à São Paulo, est une musicologue, journaliste, poète, pianiste, essayiste, ethnologue et folkloriste brésilienne.

## Biographie
Oneyda Paoliello de Alvarenga naît le 6 décembre 1911 à Varginha.
Elle est la fille d'Orpheu Rodrigues de Alvarenga et de Maria Henriqueta Paoliello de Alvarenga. Elle est, par sa mère, petite-nièce de Cesário Cecílio de Assis Coimbra et cousine germaine du poète Domingos Paoliello.
Elle s'est spécialisé dans la critique musicale et constitue une grande référence en matière de documentation les origines et le folklore de la musique brésilienne.
Elle obtient son diplôme de piano au Conservatoire Dramatique et Musical de São Paulo en 1934, une institution dont l'un des fondateurs et professeurs, le poète Wenceslau de Queiroz, a été remplacé après sa mort par son ancien élève en esthétique, Mário de Queiroz. - le grand mentor d'Oneyda. Il est intéressant de signaler que les familles Queiroz et Paoliello se sont rapprochées en 1944, avec le mariage du neveu de Venceslau, Flavio de Queiroz Filho, et de la cousine germaine d'Oneyda, Viggianina Paoliello .
Elle est l'élève de Mário de Andrade et sa proche collaboratrice dans ses recherches sur la musique populaire dans une perspective anthropologique contemporaine.
Oneida a une orientation ethnographique avec une vision romantique de la culture populaire et une perspective généreuse sur son authenticité dans la construction de formes esthétiques.
Manoel Bandeira, en 1934, rend publics les vers d'Oneyda et en 1938, elle publie la sélection de poèmes, "A Menina Boba".
En 1934, il suit les cours d'ethnographie et de folklore dispensés par le Dinah et Claude Lévi-Strauss, sous les auspices du Département de la Culture de São Paulo.
En 1935, à l'invitation de Mario de Andrade, elle devient directrice de la Discothèque publique de São Paulo et est l'une des fondatrices de la Société d'ethnographie et de folklore, aujourd'hui disparue, créée par lui.
Elle est membre du Conseil national du folklore - du ministère de l'Éducation et de la Culture ; membre, depuis sa fondation, du Comité Exécutif de l'Association Internationale de Bibliothèques de Paris, en tant que représentant de l'Amérique Latine et membre correspondant de l'International Music Council de Londres.
En 1945, elle reçoit le prix Fabio Prado pour son livre Música Popular Brasileira et en 1958, elle reçoit la médaille Sylvio Romero pour services importants rendus au folklore brésilien.
Elle donne des conférences lors de congrès internationaux sur la musique brésilienne et publie des articles et des essais dans la presse spécialisée.
Elle est chargée d'organiser et de publier les œuvres de Mário de Andrade après sa mort.
Oneyda Paoliello de Alvarenga meurt le 23 ou 24 février 1984 à São Paulo.

## Postérité
À l'occasion du 60e anniversaire de l'Académie des lettres, des arts et des sciences de Varginhense (AVLAC), le musée municipal de Varginha accueille en mars 2020 l'exposition Oneyda Alvarenga & Eu – Seu tempo, sua busca, sua obra.
En hommage à Oneyda, la mairie de São Paulo a donné son nom à l'une des rues de la capitale, ainsi qu'à la discothèque du centre culturel de São Paulo, « Discothèque Oneyda Alvarenga ».

## Publications
- (pt) Cateretês do sul de Minas Gerais, 1937
- (pt) Comentários e alguns contos e danças do Brasil, 1941
- (pt) A influência negra na música brasileira, 1946
- (pt) Música popular brasileira, 1945
- (pt) Mário de Andrade, um pouco, 1974
- Menina boba, poésie